# Boniewo (gemeente)

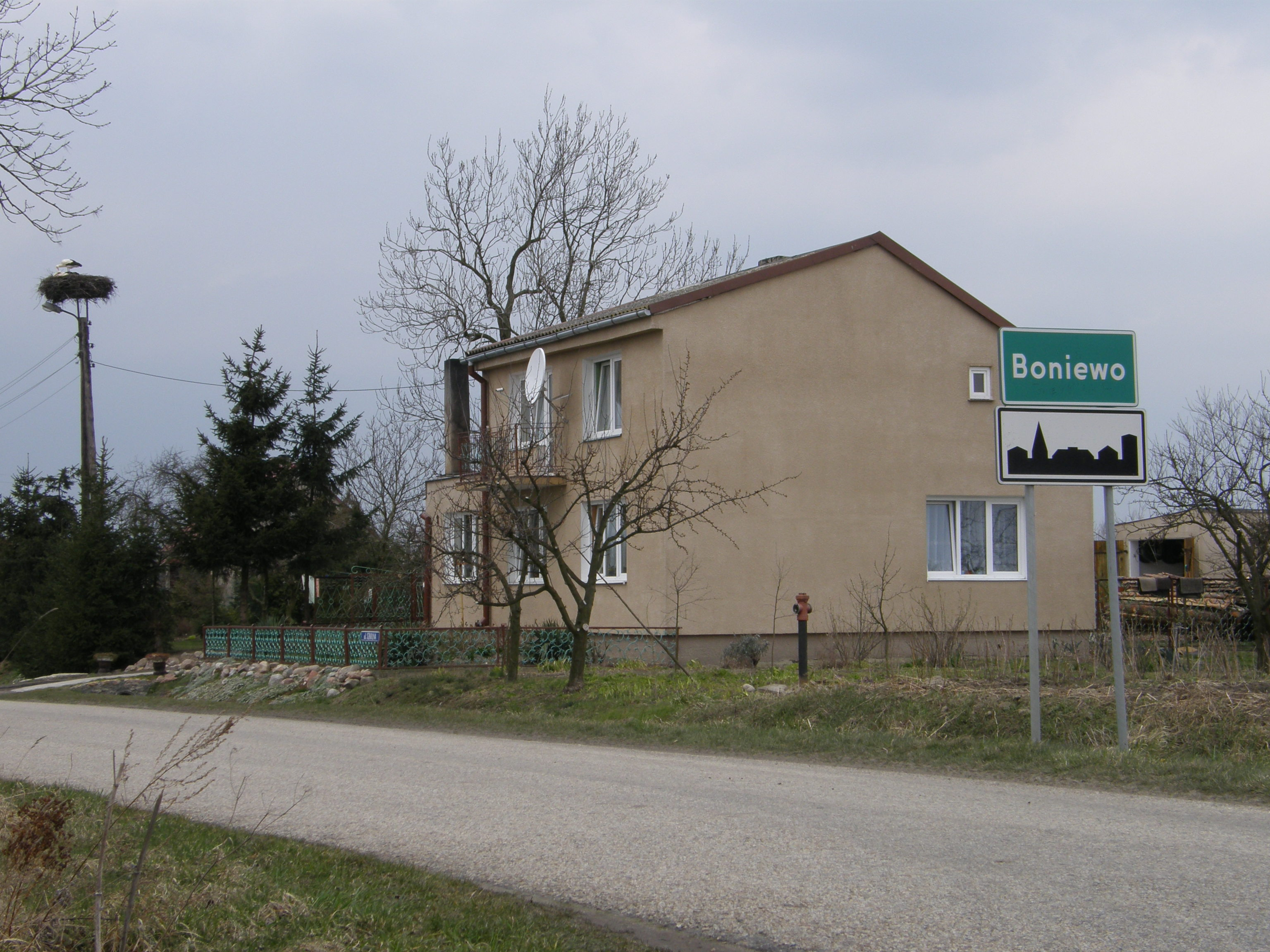

De gemeente Boniewo is een landgemeente in het Poolse woiwodschap Koejavië-Pommeren, in powiat Włocławski.
De zetel van de gemeente is in Boniewo.
Op 30 juni 2004 telde de gemeente 3582 inwoners.

## Oppervlakte gegevens
In 2002 bedroeg de totale oppervlakte van gemeente Boniewo 77,72 km², waarvan:
- agrarisch gebied: 86%
- bossen: 5%

De gemeente beslaat 5,28% van de totale oppervlakte van de powiat.

## Demografie
Stand op 30 juni 2004:
| Omschrijving                   | Totaal | Totaal | Vrouwen | Vrouwen | Mannen | Mannen |
| ------------------------------ | ------ | ------ | ------- | ------- | ------ | ------ |
| eenheid                        | aantal | %      | aantal  | %       | aantal | %      |
| inwoners                       | 3582   | 100    | 1802    | 50,3    | 1780   | 49,7   |
| bevolkingsdichtheid (inw./km²) | 46,1   | 46,1   | 23,2    | 23,2    | 22,9   | 22,9   |

In 2002 bedroeg het gemiddelde inkomen per inwoner 1300,96 zł.

## Plaatsen
Anielin, Arciszewo, Bierzyn, Bnin, Boniewo, Boniewo-Kolonia, Czuple, Grójec, Grójczyk, Janowo, Jastrzębiec, Jerzmanowo, Kaniewo, Lubomin, Lubomin Leśny, Lubomin Rządowy, Łączewna, Łąki Markowe, Łąki Wielkie, Łąki Zwiastowe, Michałowo, Mikołajki, Osiecz Mały, Osiecz Wielki, Otmianowo, Paruszewice, Sarnowo, Sieroszewo, Sułkówek, Wólka Paruszewska, Żurawice.

## Aangrenzende gemeenten
Choceń, Chodecz, Izbica Kujawska, Lubraniec